# Abscon
Abscon là một xã của tỉnh Nord, thuộc vùng Hauts-de-France, miền đông nước Pháp.